# Коренизация крымских татар
Татаризация Крыма или Коренизация крымских татар — комплекс осуществляемых советской властью в 1920-х годах мер, направленных на продвижение и внедрения элементов крымскотатарских языка и культуры во вновь созданной Крымской АССР. Составная часть более широкой политической кампании коренизации в СССР в 1920-е и в начале 1930-х годов.

## История
Незадолго до советизации Крыма существовали политические партии, отстаивающие интересы крымских татар. Одной из такой была Милли фирка. С установлением власти Советов часть из них была ликвидирована, часть членов перешла в ВКП(б).
6 июня 1921 года был издан указ «Признать целесообразным и желательным привлечение татарского населения к советским органам власти, для чего в тех районах и населенных пунктах, где большинство населения составляют татары, в сельские и районные исполнительные комитеты желательно назначать на должности председателей местных Советов татар-коммунистов». Это предложение направлено на укрепление и расширение влияния татарского населения в органах советской власти в тех регионах, где татары составляют преобладающее большинство. Одновременно с этим большевики вынужденно мирились с их непролетарским происхождением, поскольку большинство было представителем мелкой буржуазии и раньше находилось на националистических позициях.
В 1921 году был принят Автономный Социалистический Совет Республики (АСРР) на Всекрымском съезде. В докладе «Обзор работы по национальному строительству Крымской АССР» (1926) отмечается, что при районных исполкомах были созданы должности переводчиков, а все заявления обязали принимать и на крымскотатарском языке. Также были отменены ограничения при отправке телеграмм.
В апреле 1923 года на 12-м съезде РКП(б) национальная политика большевиков получила название «коренизация», руководство партии определило комплекс мер и их характер. В 1926 году было начато разукрупнение сельсоветов, созданных в населенных пунктах с преимущественно крымскотатарским населением. В национальных сельсоветах и органах государственной власти и управления документация велась на крымскотатарском языке, а крымским татарам была выделена квота в 25-40 % от общего количества служащих. В то же время среди членов сельсоветов крымские татары составляли 39,9 %, председателей сельсоветов — 40 %, члены райисполкомов — 20 %, члены ЦИК Крымской АССР — 40 %. Пополнение местной партийной организации происходило медленно. 1 января 1925 года в её составе насчитывалось 236 крымских татар, что составляло 4,6 % от общего количества, 1 октября того же года оно увеличилось на 204 человек. В период 20-х годов XX века возникло движение крымскотатарских национал-коммунистов, которые как и их украинские коллеги, акцентировали внимание на националистских, а не большевистских аспектах татаризации.
В октябре 1925 года в ЦИК Крымской АСРР обратилась инициативная группа с просьбой разрешить организацию Общества по реэмиграции и расселению крымских татар. Его основной задачей было: содействие возвращению из эмиграции и обустройству крымских татар и расселение малоземельных и безземельных крестьян. 29 января 1925 года Президиум ЦИК Крымской АССР принял решение поставить перед ЦИК СССР вопрос о разрешении на въезд в Крымскую АССР эмигрантов из Болгарии и Румынии и наделении их землей. 1926 года Народный комиссариат земледелия Крымской АССР приступил к переселению крымских татар из южного побережья и эмигрантов из стран Восточной Европы.
По состоянию на 1932 год к работе в промышленности удалось привлечь 6394 крымских татар. По переписи 1926 года, в Крымской АССР проживало 179,1 тысяч крымских татар, из них в сельской местности — 143,7 тысяч, в городах — 35,3 тысяч. Соответственно перераспределение земельных ресурсов касалось значительной части крымских татар. Земельная реформа как составляющая «коренизации» предусматривала внутренне-сельское (составление пользования земельными участками) и межсельское (переселение части крымских татар из побережья) землеустройство. При этом переселяли тех крымских татар, у которых земельный надел был значительно меньше норм, а ресурсов для его расширения найти не удалось.
В целом коренизация крымских татар значительно способствовала социально-экономическому и культурно-образовательному развитию крымских татар. Свертывание политики коренизации произошло в 30-х годах XX века. Оно сопровождалось массовыми репрессиями против крымскотатарских деятелей. В дальнейшем это приведёт к депортации крымских татар в 1944 году.